# Dioridium
Dioridium is een kevergeslacht uit de familie van de boktorren (Cerambycidae). De wetenschappelijke naam van het geslacht werd voor het eerst geldig gepubliceerd in 1961 door Zajciw.

## Soorten
Dioridium omvat de volgende soorten:
- Dioridium borgmeieri (Lane, 1972)
- Dioridium hirsutum Zajciw, 1961